# میا تایلر
میا تایلر (انگلیسی: Mia Tyler؛ زادهٔ ۲۲ دسامبر ۱۹۷۸) یک بازیگر مدل، نویسنده، هنرمند تجسمی، طراح مد و مروج موسیقی اهل ایالات متحده آمریکا است.

## زندگی شخصی
تایلر دختر خواننده راک استیون تایلر از گروه Aerosmith است. او در نیوهمپشایر به دنیا آمد و در همان نزدیکی، در کنار دریاچه سانپی بزرگ شد. او خواهر ناتنی لیو تایلر است. در سال ۱۹۷۹، استیون تایلر آهنگی به نام Mia نوشت که در آلبوم Aerosmith Night in the Ruts منتشر شد. والدین تایلر در سال ۱۹۸۷ طلاق گرفتند و سپس او و مادرش از نیوهمپشایر به شهر نیویورک نقل مکان کردند. مادرش در سال ۲۰۰۲ بر اثر تومور مغزی درگذشت.
تایلر سال‌ها در ساکرامنتو زندگی کرد. از سال ۲۰۱۴، او در شهر نیویورک اقامت دارد. در سال ۲۰۰۲، تایلر با دیو باکنر، درامر سابق پاپا روچ در ساکرامنتو ازدواج کرد. این دو در سال ۲۰۰۵ طلاق گرفتند. او همچنین با گیتاریست برایان هارا نامزد بود، اما این زوج از هم جدا شدند. میا در ۱۰ می ۲۰۱۷ آکستون جوزف تالاریکو را به دنیا آورد که پسر دوست پسرش دن هالن است.

## بخشی از فیلم‌شناسی
از فیلم‌ها یا برنامه‌های تلویزیونی که وی در آن نقش داشته‌است می‌توان به آثار زیر اشاره کرد.
- ساعت شلوغی ۳
- ای برادر، کجایی؟